# Collegio uninominale Lazio 1 - 04 (2017)
Il collegio elettorale uninominale Lazio 1 - 04 è stato un collegio elettorale uninominale della Repubblica Italiana per l'elezione della Camera dei deputati tra il 2017 ed il 2022.

## Territorio
Come previsto dalla legge elettorale italiana del 2017, il collegio era stato definito tramite decreto legislativo all'interno della circoscrizione Lazio 1.
Era formato da parte del territorio del comune di Roma (Quartiere San Basilio, Quartiere Pietralata, Quartiere Monte Sacro Alto, Quartiere Ponte Mammolo, Quartiere Collatino, Zona Tor Cervara, Zona Tor Sapienza, Zona Acqua Vergine, Zona Lunghezza e Zona San Vittorino).
Il collegio era parte del collegio plurinominale Lazio 1 - 01.

## Eletti
| Elezione | Elezione | Deputato             | Partito            |
| -------- | -------- | -------------------- | ------------------ |
|          | 2018     | Massimiliano De Toma | Movimento 5 Stelle |
|          | 2021     | Massimiliano De Toma | Fratelli d'Italia  |

## Dati elettorali

### XVIII legislatura
Come previsto dalla legge elettorale, 232 deputati erano eletti con sistema a maggioranza relativa in altrettanti collegi uninominali a turno unico.
| Candidati              | Candidati                      | Voti    | %     | Liste                                | Voti    | %     |
| ---------------------- | ------------------------------ | ------- | ----- | ------------------------------------ | ------- | ----- |
|                        | Massimiliano De Toma ✔️ Eletto | 51 842  | 34,78 | Movimento 5 Stelle                   | 51 842  | 34,78 |
|                        | Renata Polverini               | 45 720  | 30,67 | Lega                                 | 16 405  | 11,01 |
| Fratelli d'Italia      | Renata Polverini               | 45 720  | 30,67 | 14 626                               | 9,81    |       |
| Forza Italia           | Renata Polverini               | 45 720  | 30,67 | 13 896                               | 9,32    |       |
| Noi con l'Italia - UDC | Renata Polverini               | 45 720  | 30,67 | 793                                  | 0,53    |       |
|                        | Cesare San Mauro               | 36 437  | 24,45 | Partito Democratico                  | 30 407  | 20,40 |
| +Europa                | Cesare San Mauro               | 36 437  | 24,45 | 4 906                                | 3,29    |       |
| Italia Europa Insieme  | Cesare San Mauro               | 36 437  | 24,45 | 608                                  | 0,41    |       |
| Civica Popolare        | Cesare San Mauro               | 36 437  | 24,45 | 516                                  | 0,35    |       |
|                        | Roberta Agostini               | 6 387   | 4,29  | Liberi e Uguali                      | 6 387   | 4,29  |
|                        | Federico Giglio                | 2 864   | 1,92  | Potere al Popolo!                    | 2 864   | 1,92  |
|                        | Mauro Antonini                 | 2 594   | 1,74  | CasaPound                            | 2 594   | 1,74  |
|                        | Alessandro Mustillo            | 1 052   | 0,71  | Partito Comunista                    | 1 052   | 0,71  |
|                        | Laura Terrana                  | 927     | 0,62  | Il Popolo della Famiglia             | 927     | 0,62  |
|                        | Saverio Di Palma               | 563     | 0,38  | Italia agli Italiani                 | 563     | 0,38  |
|                        | Giancarlo De Berardinis        | 303     | 0,20  | 10 Volte Meglio                      | 303     | 0,20  |
|                        | Arianna Mancini                | 147     | 0,10  | Per una Sinistra Rivoluzionaria      | 147     | 0,10  |
|                        | Pietro Gawronski               | 112     | 0,08  | Lista del Popolo per la Costituzione | 112     | 0,08  |
|                        | Francesca Pantano              | 104     | 0,07  | Blocco Nazionale per le Libertà      | 104     | 0,07  |
| Totale                 | Totale                         | 149 052 | 100   |                                      | 149 052 | 100   |
|                        |                                |         |       |                                      |         |       |
| Voti non validi        | Voti non validi                | 4 122   | 2,69  |                                      |         |       |
| Votanti                | Votanti                        | 153 174 | 71,10 |                                      |         |       |
| Elettori               | Elettori                       | 215 427 |       |                                      |         |       |